# إدوين ويلكوكس
إدوين ويلكوكس (بالإنجليزية: Edwin Wilcox)‏ هو سياسي أمريكي، ولد في 1841. حزبياً، نشط في الحزب الديمقراطي.